# Église des Anges-Gardiens de Chaska
L'église des Anges-Gardiens est l'édifice catholique de Chaska dans le Minnesota. Cette église historique dépend de l'archidiocèse de Saint Paul et Minneapolis.

## Historique

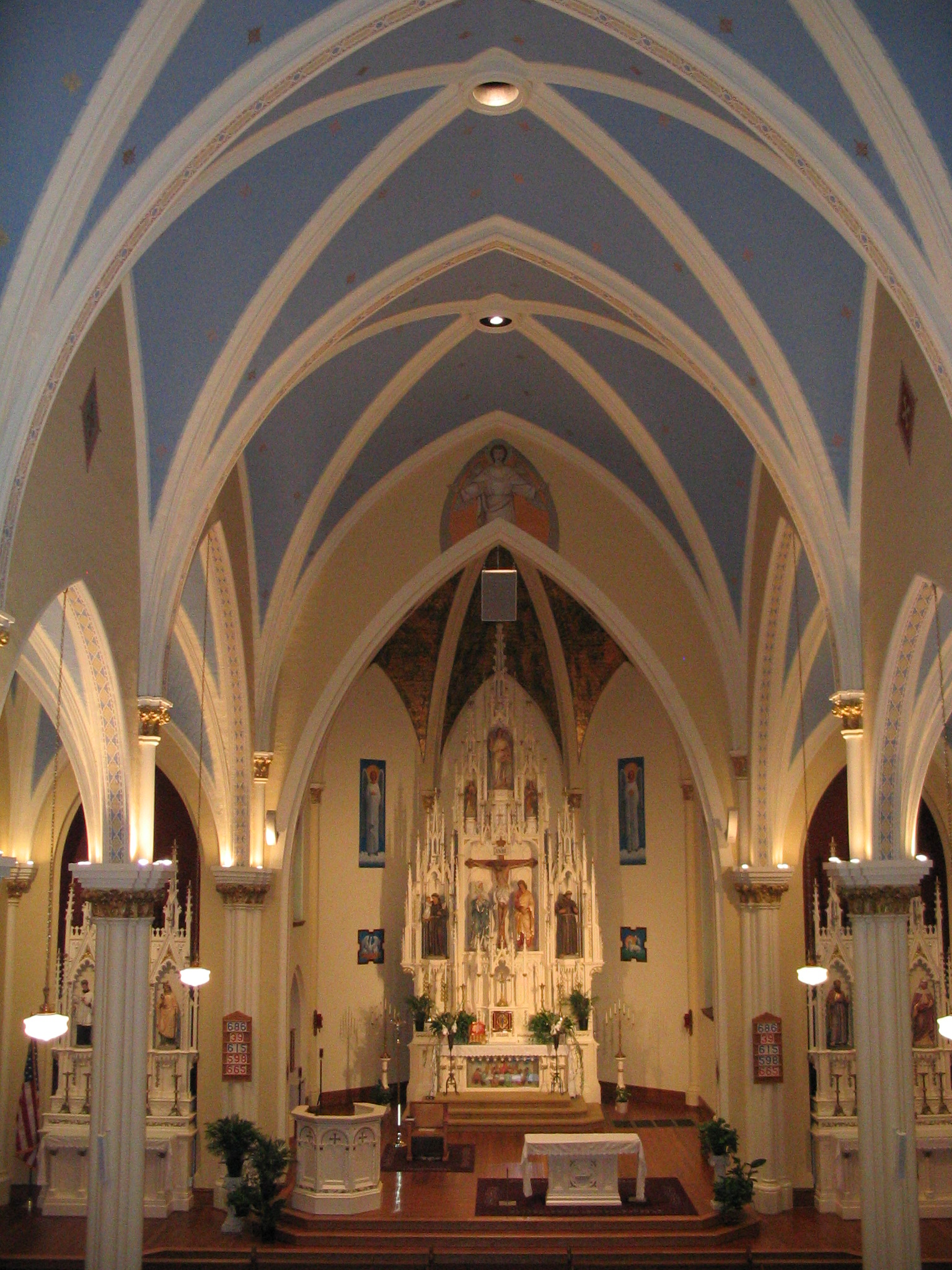
Intérieur de l'église avec ses autels néogothiques

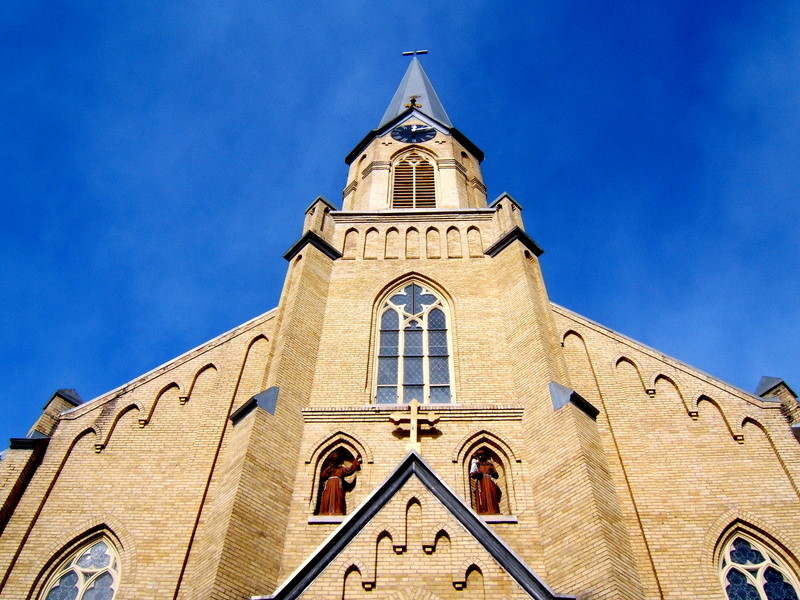
Détail de l'église, en briques typiques de Chaska

L'histoire de la paroisse remonte à 1842, lorsque le trappeur et marchand de fourrures, Jean-Baptiste Faribault, invite l'abbé Augustin Ravoux à fonder ici une mission pour les Sioux qui deviendra la petite ville actuelle de Chaska. Le père Ravoux construit une petite église de rondins qu'il dédie à saint François-Xavier, patron des missions. Cependant il la démonte trois ans plus tard, car l'afflux d'immigrants européens commence à modifier la composition ethnique et les Indiens menacent de brûler la chapelle en signe d'avertissement. La chapelle est vendue à des pionniers catholiques venus d'Allemagne et remontée à Wabasha, après avoir été transportée par flottaison par la rivière.
Les pères bénédictins venus d'Allemagne et des pays germanophones commencent à visiter la région au milieu du XIXe siècle et notamment les récentes colonies d'émigrants germanophones installées le long de la rivière Saint-Pierre (appelée aujourd'hui rivière Minnesota) afin de déterminer si Chaska est suffisamment importante pour pouvoir ouvrir et entretenir une église. Le Minnesota est pleinement intégré aux États-Unis en tant qu'État en 1858, aussi les pères bénédictins décident-ils de la construction d'une église à Chaska, dédiée aux Anges Gardiens qui est prête en 1860. C'est une petite église de briques.
Les paysans allemands catholiques affluent de plus en plus dans la région, ainsi que dans l'Iowa et le Wisconsin, si bien que l'église s'avère trop petite. Des Hollandais arrivent également en quête de nouvelles terres. Une troisième église plus grande est bâtie en 1868 et sert la paroisse jusqu'en 1885, date de la construction de l'église actuelle en style néogothique. Elle est construite par Johann Geiser avec une flèche au-dessus du clocher de 162 pieds de hauteur. Elle est consacrée par l'évêque de Saint Paul, Mgr Grace, en 1885.
L'église est gravement endommagée par un incendie en 1902 et totalement restaurée un plus tard, consacrée par Mgr John Ireland. Les bénédictins ont été ensuite remplacés par les franciscains qui ont construit un noviciat, mais ils quittent la paroisse en 1995 par manque d'effectif, pour d'autres ministères, après 117 ans de service.

## Source
- (en) Cet article est partiellement ou en totalité issu de l’article de Wikipédia en anglais intitulé « Guardian Angels Church » (voir la liste des auteurs).